# Leuk
Leuk (französisch Loèche, walliserdeutsch Leigg) ist eine Munizipalgemeinde, eine Burgergemeinde mit einem Burgerrat und der Hauptort des Bezirks Leuk sowie eine Pfarrgemeinde des Dekanats Leuk im deutschsprachigen Teil des Schweizer Kantons Wallis.

Luftbild (1946)

Die Gemeinde besteht aus den Ortschaften Leuk Stadt, Susten und seit dem 1. Januar 2013 Erschmatt sowie aus mehreren Weilern. Am Nordhang des Rhonetales befinden sich die Weiler Brunnen, Lichten, Rotafen, St. Barbara und Thel. Neben Getwing, welches sich am rechten Rhoneufer befindet, stehen auf der linken Seite des Rottens die Weiler Briannen, Feithieren, Gampinen, Pfyn und Pletschen. Zwei Drittel der Einwohner der Gemeinde wohnen in Susten.

## Geografie
Leuk-Stadt befindet sich im Schweizer Rhonetal am nördlichen Flussufer, östlich der Mündung der Dala in den Rotten.

## Geschichte
Die Gegend von Leuk war schon in der Steinzeit vor über 4000 Jahren besiedelt. Man nimmt an, dass der Ortsname Leuk aus vorkeltischer Zeit stammt und die dauernde Besiedlung daher schon zu dieser Zeit einsetzte. Das Gebiet von Leuk wurde nacheinander von Ligurern, Kelten, Römern, Burgundern, Franken und Alemannen besiedelt und beeinflusst. Die älteste erhaltene Urkunde mit der Erwähnung Leuks wird auf das Jahr 515 n. Chr. datiert. 1142 wurde Leuk durch den Bischof von Sitten erworben, der damit zum Landesherrn wurde. Das Bischofsschloss von Leuk diente den Bischöfen als Sommerresidenz. 1256 erhielt Leuk das Stadtrecht.
Dank seiner Lage im Knotenpunkt des Ost-West- und des Süd-Nordverkehrs wurde der Ort ein wichtiger Handelsplatz. Der Gemmipass im Norden wurde schon von den Römern intensiv genutzt, was unzählige Funde belegen.
An den sonnigen Südhängen wird seit der Römerzeit Weinbau betrieben. Alp- und Weidewirtschaft kannten die Kelten schon vorher. Im Mittelalter gab es in Leuk über 20 Mühlen. Daneben waren aber auch Handelsposten und Advokaten in Leuk ansässig.
Leuk war das Zentrum der Reformation im Wallis mit Peter Allet, seinem Sohn Bartholomäus Allet, dessen Schwiegersohn Michael Mageran und Peter Ambüel als Anführer. Eine Mehrheit der führenden und gebildeten Leuker Familien neigten zum Protestantismus. Nach dem Beschluss des Walliser Landrat 1604 in Visp zum definitiven Verbleib beim katholischen Bekenntnis, zogen wenige Familien nach Bern, die meisten kehrten zum alten Glauben zurück. Unter Michael Mageran wurde zwar die weltliche Macht des Bischofs von Sitten gebrochen, aber er kehrte 1624 zur katholischen Kirche zurück.
Von 1915 bis 1967 führte die schmalspurige Leuk-Leukerbad-Bahn vom Bahnhof Leuk SBB über die Station Leuk Stadt hinauf nach Leukerbad.
1974 wurde auf einer Anhöhe 1 km östlich von Leuk die Satellitenbodenstation Leuk in Betrieb genommen; Betreiber der Erdfunkstelle war einst Swisscom und ist heute Signalhorn.com (wie der Berg Signalhoru im Süden).
Mit Wirkung vom 1. Januar 2013 wurde Erschmatt nach Leuk eingemeindet.

## Bevölkerung
| Bevölkerungsentwicklung | Bevölkerungsentwicklung | Bevölkerungsentwicklung | Bevölkerungsentwicklung | Bevölkerungsentwicklung | Bevölkerungsentwicklung | Bevölkerungsentwicklung | Bevölkerungsentwicklung | Bevölkerungsentwicklung | Bevölkerungsentwicklung | Bevölkerungsentwicklung | Bevölkerungsentwicklung |
| ----------------------- | ----------------------- | ----------------------- | ----------------------- | ----------------------- | ----------------------- | ----------------------- | ----------------------- | ----------------------- | ----------------------- | ----------------------- | ----------------------- |
| Jahr                    | 1850                    | 1900                    | 1950                    | 2000                    | 2010                    | 2011                    | 2012                    | 2013                    | 2014                    | 2015                    | 2016                    |
| Einwohner               | 1042                    | 1592                    | 2336                    | 3361                    | 3659                    | 3675                    | 3712                    | 3724                    | 3842                    | 3915                    | 3947                    |

## Politik
Der Gemeinderat besteht aus sieben Mitgliedern und wird nach Proporz für vier Jahre gewählt. Für die laufende Legislaturperiode 2025 bis 2028 sieht die parteipolitische Zusammensetzung wie folgt aus: 3 Mitte/CVP, 2 neo/CSP, 1 SP und 1 SVP.

## Wappen
Ein Greif ist das Wappentier von Leuk. Der Greif ist ein Fabelwesen aus Löwe und Adler. Damit ist Herrschaft über Erde und Luft angedeutet.

## Stiftung Schloss Leuk
Das Bischofsschloss Leuk wurde 1996 von der Gemeinde Leuk der Stiftung Schloss Leuk übergeben. Die Stiftung hat es sich zur Aufgabe gemacht, das frühromanische Schloss zu restaurieren und mit neuem Leben zu erfüllen. Den architektonischen Teil dieser Aufgabe übernahm der Tessiner Star-Architekt Mario Botta, der bereits die markante Glaskuppel auf dem Schlossturm gestaltet hat. Die Stiftung initiierte 2001 den Spycher: Literaturpreis Leuk.

## Persönlichkeiten
- Johannes Werra (–1537), Landeshauptmann (1524–1525)
- Peter Allet (um 1510–1569), Landeshauptmann (1558–1559, 1564–1565, 1568–1569)
- Bartholomäus Allet (1540–1620), Landvogt, Bannerherr und Offizier in fremden Diensten.
- Michael Mageran (um 1575–1638), Landeshauptmann (1631–1638)
- Jakob Allet (um 1600–1678), Politiker und Offizier
- Franz Joseph Melchior Zen Ruffinen (1729–1790), Bischof von Sitten (1780–1790)
- Anton de Augustini (* 4. August 1743 in Macugnaga; † 18. Juni 1823 in Leuk), Advokat und Notar, Landvogt von Monthey, Mitglied des provisorischen Direktoriums des Wallis, Mitverfasser des Walliser Straf- und Zivilgesetzbuchs, Mitglied des Helvetischen Direktorium[7]
- Augustin Sulpiz Zen Ruffinen (1765–1829), Bischof von Sitten (1817–1829), geboren in Leuk
- Franz Kaspar Zen Ruffinen (1803–1861), Staatsrat (1840–1843, 1848–1855)
- Ignaz Zen Ruffinen (1809–1890), Staatsrat (1843–1847, 1871–1876)
- Alexis Allet (1820–1888), Staatsrat (1855–1870), geboren in Leuk
- Julius Zen Ruffinen (1847–1926), Staatsrat (1897–1905)
- Raphael von Werra (1852–1910), Staatsrat (1906–1910)
- Ernest von Werra (1854–1913), Musiklehrer und Pionier der Choralbewegung im deutschen Sprachraum, geboren in Leuk[8]
- Otto Bayard  (1881–1957), Arzt und Vater der Jodprophylaxe, geboren in Leuk
- Franz von Werra (1914–1941), deutsch-schweizer Jagdflieger im Zweiten Weltkrieg, geboren in Leuk
- Iris von Roten (1917–1990), Juristin, Journalistin und Frauenrechtlerin, lebte u. a. in Leuk
- Raphael von Werra (1926–2020), Bundesrichter (1970–1987), Bürger von Leuk und Agarn[9]
- Michel Villa (* 1955), Sänger und Entertainer
- Carlo Schmidt (* 1958), bildender Künstler und Kurator, lebt und arbeitet in Leuk
- Felicitas Hoppe (* 1960), deutsche Schriftstellerin, lebte und arbeitete fünf Jahre in Leuk[10]
- Roberto Schmidt (* 1962), Staatsrat, Alt-Nationalrat, Alt-Gemeindepräsident Leuk
- Wilfried Meichtry (* 1965), Schriftsteller, geboren in Leuk-Susten
- Javier Hagen (* 1971), Sänger und Komponist, wuchs u. a. in Leuk auf
- Rolf Hermann (* 1973), Schriftsteller, geboren in Leuk
- Hans-Peter Pfammatter (* 1974), Jazzpianist und Komponist, wuchs in Leuk auf
- Rabea Grand (* 1984), Dramaturgin und ehemalige Skirennfahrerin, geboren in Leuk
- Cosima Grand (* 1987), Tänzerin und Choreographin, geboren in Leuk[11]

## Sehenswürdigkeiten
- Römische Feuerstelle
- Gotische Kirche St. Stephan
- Beinhaus unter der Stephanskirche mit 20 Meter langer Schädelwand: Auf dem Fundamentpfeiler haben sich zwei Wandgemälde mit Totentanzszenen aus der Zeit um 1520 erhalten[12]
- Rathaus
- Bischofsschloss
- Dalaturm
- Pfynwald
- Teufelsbrücke
- Schloss de Werra im Ortsteil Leuk-Stadt

## Galerie

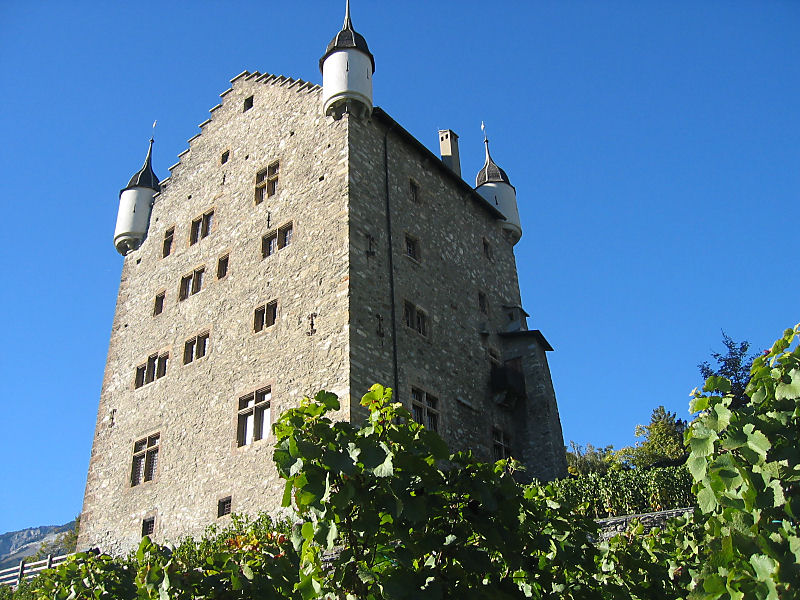
Fünfeckiges Rathaus in Leuk
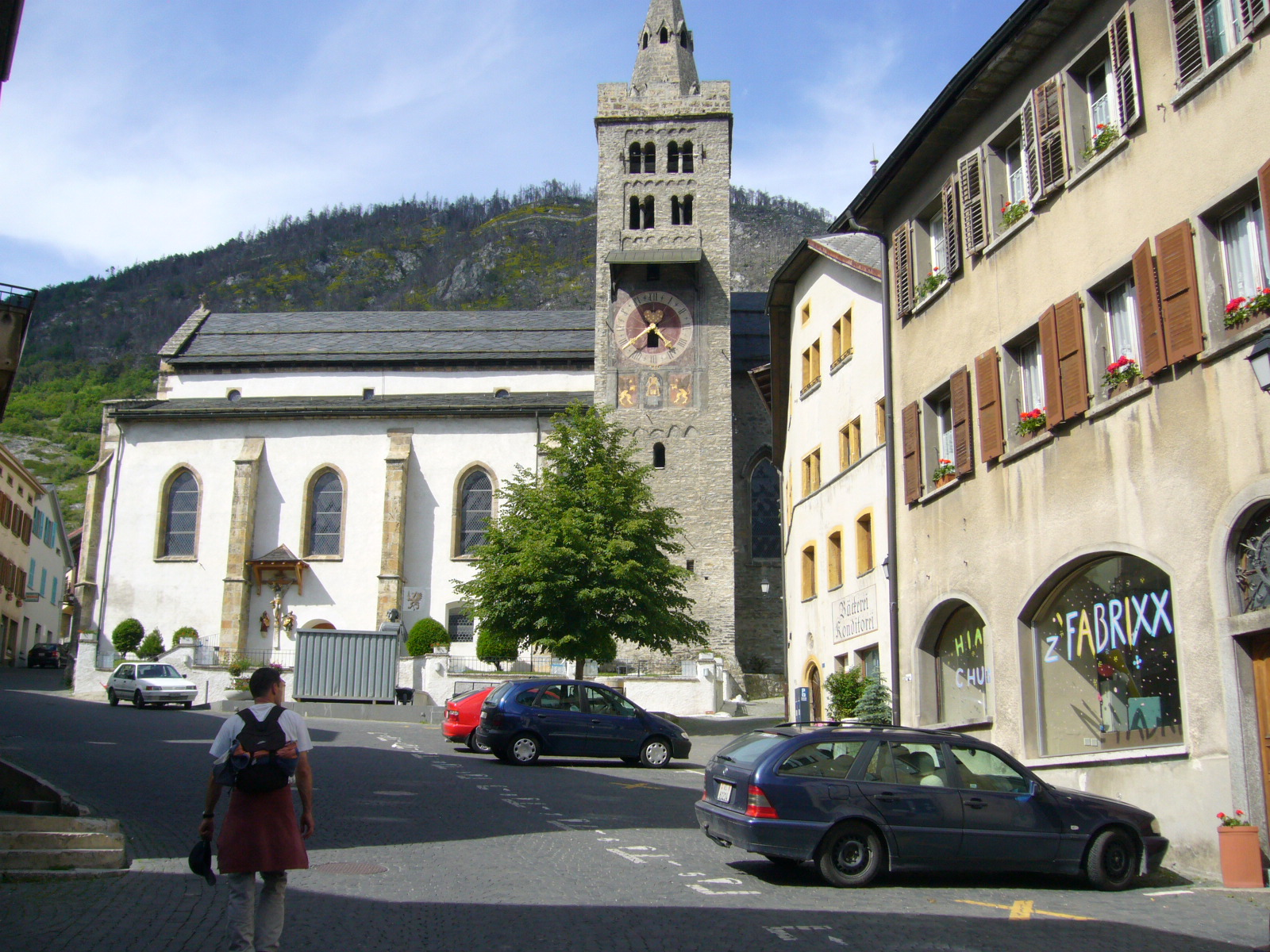
Stefanskirche
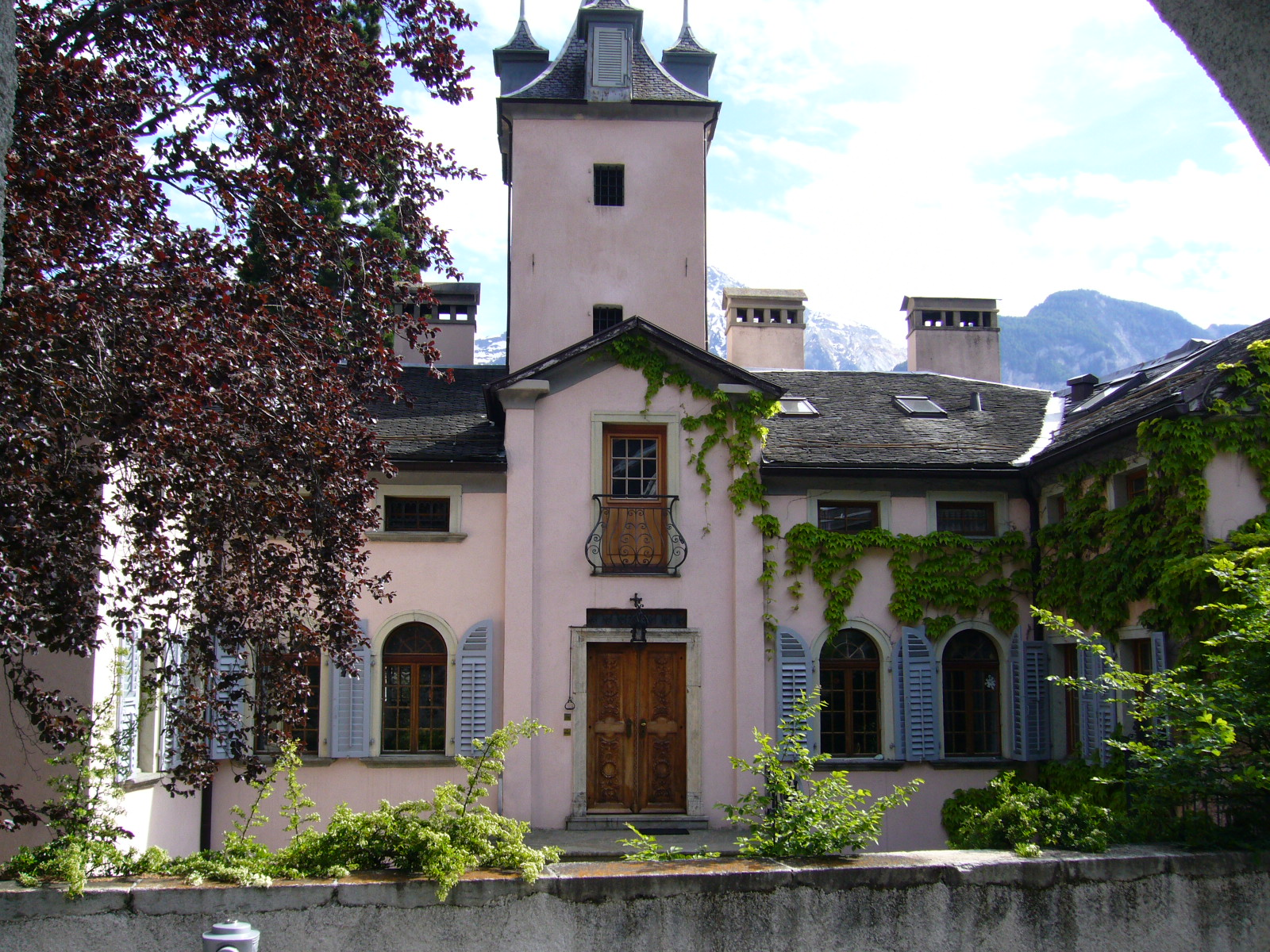
von Werra Sitz
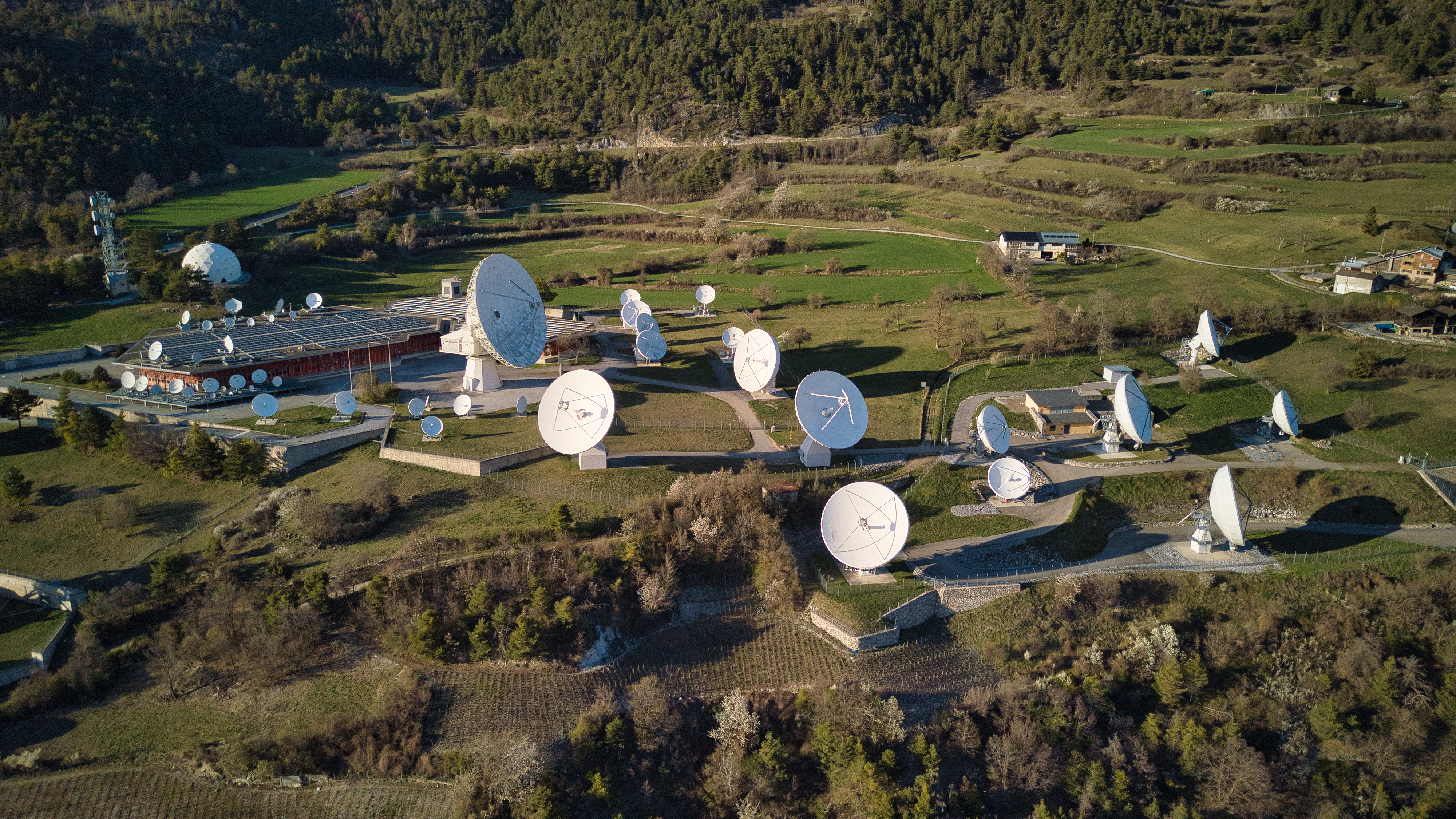
Satellitenbodenstation Leuk, 2025
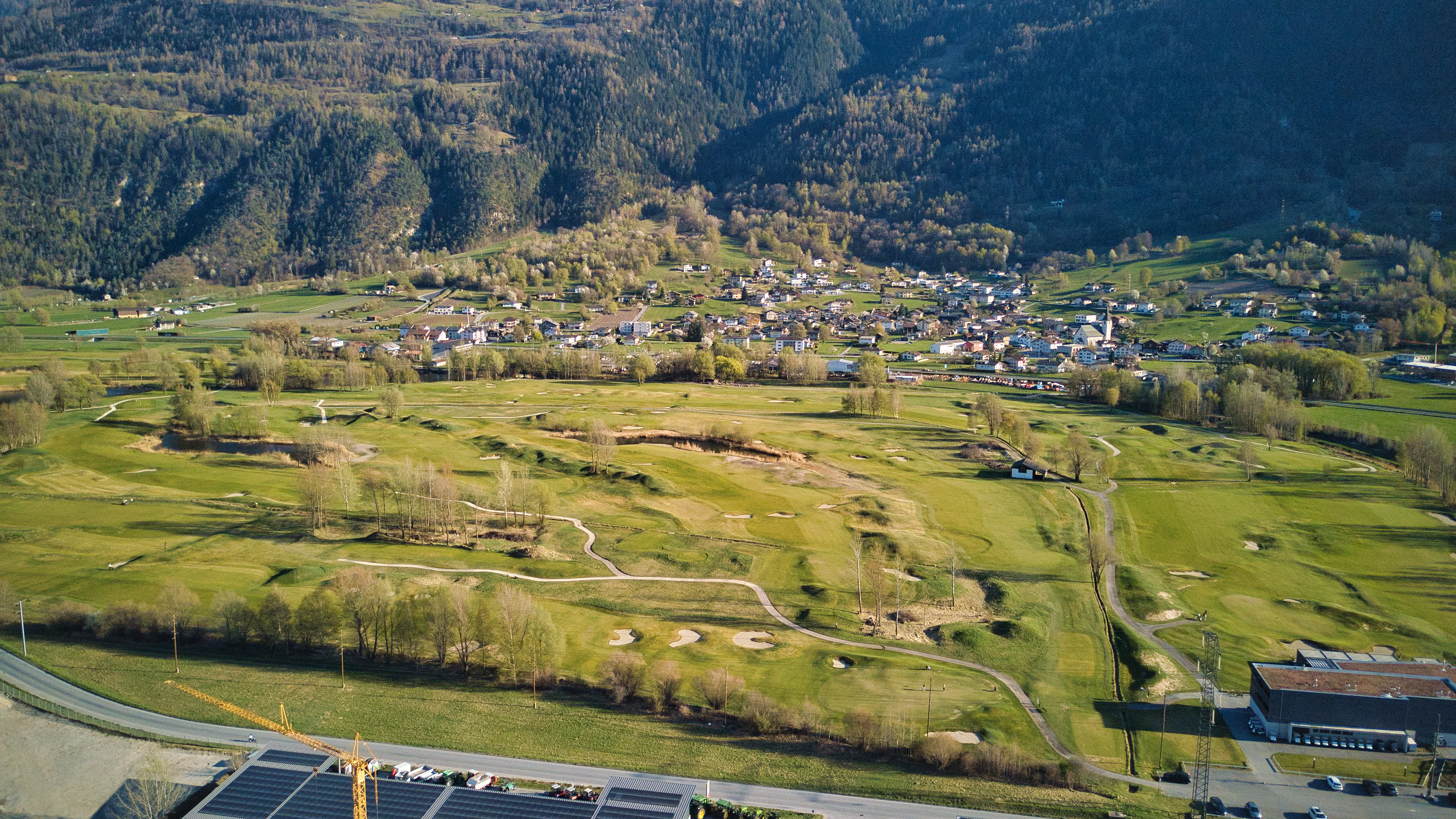
Leukerfeld (Golfplatz), 2025